# シッラ
シッラ（イタリア語: Scilla）は、イタリア共和国カラブリア州レッジョ・カラブリア県にある、人口約4,900人の基礎自治体（コムーネ）。

## 地理

### 位置・広がり

#### 隣接コムーネ
隣接するコムーネは以下の通り。
- バニャーラ・カーラブラ
- フィウマーラ
- ロッカフォルテ・デル・グレーコ
- サン・ロベルト
- サンテウフェーミア・ダスプロモンテ
- サント・ステーファノ・イン・アスプロモンテ
- シノーポリ
- ヴィッラ・サン・ジョヴァンニ

## 行政

### 分離集落
シッラには、以下の分離集落（フラツィオーネ）がある。
- Favazzina, Melia, Solano Superiore

## 文化・観光
Chianalea地区は「イタリアの最も美しい村」クラブの加盟メンバーである。

## 姉妹都市
- ハムルーン（英語版）、マルタ